# Miquel Tarradell i Mateu
Miquel Tarradell i Mateu   (la Barceloneta, 24 de novembre de 1920 - Barcelona, 1 de gener de 1995) va ser un arqueòleg i prehistoriador. Obtingué el Premi d'Honor de les Lletres Catalanes el 1977. Es va especialitzar en el món ibèric.

## Biografia
Es va doctorar en lletres. Va assistir als Estudis Universitaris Catalans, on va ser deixeble de Ferran Soldevila, Jordi Rubió i Pere Bohigas. Va ser un dels fundadors el 1946 de la revista clandestina de cultura catalana Ariel.
Dirigí el Servei d'Investigacions Arqueològiques de Granada i del Servei d'Arqueologia del protectorat espanyol al Marroc. Fou catedràtic d'Arqueologia a la Universitat de València i a la Universitat de Barcelona. També ostentà la categoria de membre del Comitè Permanent de l'Associació Internacional de Ciències Prehistòriques, d'assessor del Consell d'Arqueologia de la Generalitat de Catalunya i vocal del I Congrés d'Història del País Valencià.
Durant l'estada al Marroc, per dirigir el Servei d'Arqueologia del protectorat espanyol, el 1952, es va casar amb Matilde Font Sariols, qui fou companya d'universitat, a més de la seua més estreta col·laboradora en els seus treballs d'investigació.
Dirigí la revista Fonaments. Membre de la Reial Acadèmia de Bones Lletres de Barcelona, formà part del Patronat de la nova Revista de Catalunya. També va ser membre de l'Associació d'Escriptors en Llengua Catalana. El 1977 va rebre el Premi d'Honor de les Lletres Catalanes.
Com a homenatge se li ha dedicat un Institut d'ensenyament secundari del barri del Raval a Barcelona (IES Miquel Tarradell). Al Port Vell de Barcelona, l'espai entre els molls de la Barceloneta, del Rellotge i el Passeig Joan de Borbó rep el nom de Pla de Miquel Tarradell.
L'any 1995 se li va atorgar la Medalla d'Honor de la Xarxa Vives d'Universitats.

## Obres
- Les arrels de Catalunya (1962)
- El País Valenciano del Neolítico a la iberización (1963)
- Prehistòria i Antiguitat (1963) (dins Història dels catalans)
- Prehistòria i Antiguitat (1965) (dins Història del País Valencià)
- Terracotas púnicas de Ibiza (1974)
- Les ciutats romanes als Països Catalans (1978).
- Eivissa cartaginesa (1975) amb Matilde Font
- Lixus (1959)
- Marruecos púnico (1960)
- Arte Ibérico (1968)
- Arte romano en España (1969)
- Manual de prehistoria africana (1960). amb L. Pericot
- Garum et industries antiques de salaison (1965)amb M. Ponsich
- Historia de Alcudia (1978)amb G. Roselló-Bordoy i A. Arribas Palau